# Alison Barros Moraes
Alison Barros Moraes (født 30. juni 1982) er en tidligere brasiliansk fodboldspiller.